# Molophilus diplolophus
Molophilus diplolophus är en tvåvingeart som beskrevs av Alexander 1969. Molophilus diplolophus ingår i släktet Molophilus och familjen småharkrankar. Inga underarter finns listade i Catalogue of Life.